# 2024年4月伊朗空袭以色列
2024年4月13日，伊朗伊斯兰革命卫队与人民动员部队、真主党和胡塞武装协调，使用無人機、巡航導彈和彈道飛彈對以色列和以色列占领的戈兰高地發動襲擊，代號為「真实承诺行動」（羅馬化：va'de-ye sadeq）。伊朗宣称此次袭击是对4月1日以色列轟炸伊朗駐大馬士革大使館的回应。此次袭击被认为是以色列—哈马斯战争的外溢，亦是自1985年两国间的代理人冲突爆發以來，伊朗首次直接襲擊以色列。
在袭击发动的前几小时，伊拉克、约旦、黎巴嫩、叙利亚、科威特和以色列先行关闭了其领空。4月13日午夜前后，伊朗对以色列发动防区外打击，总共动用约170架无人机、30多枚巡航导弹和120多枚弹道导弹，目标是以色列和以色列占领的戈兰高地。以色列国防军使用飞箭三型和大卫投石索击落来袭的武器。美国、英国、法国和约旦派出空军協助以色列攔截導彈，法國亦部署海軍提供雷达覆盖。约旦表示其拦截了飞入其领空的无人机和导弹，以确保其公民的安全。
以色列方面表示，99%的无人机和导弹被联军拦截，其中絕大部分在以色列境外就被成功拦截。此次防御行动被命名为「鐵盾行動」（羅馬化：Mivtsa Magen Barzel）。飛彈对內瓦蒂姆空軍基地仅造成輕微損害，该基地仍在正常运作。在以色列，一名7岁的以色列贝都因女孩弹片击中而受重傷，另有31人在趕往保護區時意外自傷，或因焦慮接受治疗。有部分飛彈碎片落入約旦領土，但未造成傷亡。4月14日，伊朗常駐聯合國代表稱攻擊「可以說已經結束了」。
此次襲擊為史上規模最大的无人机作战。同时也是海灣戰爭以來，首次有联合国会员国的軍隊攻擊以色列。伊朗外交部称本次军事行动援引《联合国宪章》第五十一条（关于国家自卫权之条款）发起，但联合国以及多位世界领导人均谴责伊朗的袭击，并警告此次袭击可能导致地区局势升级为全面战争。2024年4月18日，以色列不顾欧美国家的劝阻，向伊朗发动报复性空袭。

## 背景
伊朗支持的武装组织哈马斯于2023年10月7日在以色列南部发动袭击，造成1,200人死亡。此次袭击立即引发了以色列和哈马斯之间的战争。10月27日，以色列对加沙地带发动地面入侵。据哈马斯控制的加沙卫生部称，战争迄今已造成33,000多人死亡。在此期间，伊朗指责以色列对加沙的巴勒斯坦人实施种族灭绝。
10月7日之后，伊朗支持的代理人真主党开始从黎巴嫩袭击以色列北部。自战争爆发后，真主党和以色列之间发生了超过4,400起暴力事件，约有10万以色列人从以色列北部撤离。
2024年4月1日，伊朗驻大马士革大使馆的附属的领事馆建筑遭到以色列空袭，造成16人死亡，其中包括伊斯兰革命卫队聖城軍高级指挥官穆罕默德-礼萨·扎赫迪准将和另外七名伊斯兰革命卫队军官。袭击发生后不久，伊朗誓言要进行报复，有报道称其为伊朗发动空袭的动机之一。伊朗声称该建筑是使馆大院的一部分，而以色列则坚称这是伊朗革命卫队使用的建筑，位于使馆大院围墙之外。许多国家和国际组织谴责了这次袭击，美国否认参与或事先知情。
在袭击发生前的几周，美国、法国、德国和英国都警告伊朗不要攻击以色列，称这样的攻击将是一次重大升级，可能导致西方国家对伊朗做出军事回应。以色列警告伊朗，如果伊朗要展開報復，可能导致以色列直接攻擊伊朗本土。据报道，沙特阿拉伯、阿拉伯联合酋长国、阿曼和科威特已采取措施阻止美国利用其境内的军事基地对伊朗进行可能的袭击。2024年4月初，伊朗威胁称，如果美国介入保卫以色列，伊朗将攻击美国的军事基地。同時伊朗伊斯兰革命卫队向伊朗最高领袖哈梅内伊提供了袭击以色列的几个方案，其中就包括用中程导弹直接袭击以色列。伊朗外長侯賽因·阿米爾-阿卜杜拉希揚表示，伊朗已提前72小時向駐有美軍基地的地區國家通報，伊朗即將發動襲擊。，但有关各方对是否收到伊朗的警告，以及伊朗发出警告的时间和细节给出了不同的描述。
2024年4月11日，美国驻以色列大使馆發布了安全警告。同日，美國中央司令部司令邁克爾·庫里拉前往以色列，與以色列軍方指揮官協調防空事務。4月12日，美国情报显示，伊朗可能在未来24至48小时内对以色列领土发动袭击。當天中国驻以色列大使馆要求中国公民密切关注当地安全形势；德国外交部再次呼吁德国公民尽快离开伊朗，表示安全局势可能会“毫无征兆地迅速恶化”。4月13日當天，伊朗伊斯兰革命卫队海军在霍尔木兹海峡附近扣押MSC Aries号集装箱船。

## 过程

### 襲擊發動
伊朗于2024年4月13日晚对以色列发动了无人机和导弹袭击。据以色列和美国官员称，伊朗發射了“数十架无人机”，据伊朗IRNA新闻社报道，伊朗还發射了数枚弹道导弹。其他以色列官员估计，伊朗发射了约100架无人机，而一名美国官员预测，约400至500架无人机和导弹将从伊拉克、叙利亚、黎巴嫩和也门发射，但大部分仍来自伊朗。据美国广播公司新闻报道，在袭击进行期间，以色列表示只有军事设施會成为袭击目标。
伊朗總參謀長穆罕默德·巴蓋内表示，此次襲擊主要目標包括被以色列用作對伊朗領事館發動攻擊的內瓦蒂姆空軍基地，以及位於戈蘭高地黑門山地區的情報中心，以報復對以色列襲擊伊朗領事館。以色列南部的拉蒙空軍基地亦爲襲擊目標之一。据塔斯尼姆通讯社报道，主要目标之一是以色列袭击伊朗领事馆时使用的空军基地。
社交媒體上流傳影片，拍攝到見證者-136無人機飛過伊拉克上空。。
《The Intercept》引述美軍消息人士稱，伊朗無人機及飛彈中有一半在發射失敗或飛行過程中墜毀。
真主党表示，当地时间凌晨12:35，该组织向戈兰高地的一个以色列防空基地发射了数十枚BM-21“冰雹”火箭弹。

### 中東地區國家準備應對襲擊
以色列政府宣佈，将在未来48小时内停止全国所有学校的教学活动；不允许举办任何超过1000人的聚集活动；关闭靠近加沙地带的城镇以及与黎巴嫩边境地区的公共海滩；在靠近加沙地带的边境地区不允许举办超过100人的聚集活动；在与黎巴嫩的边境地区不允许举办超过30人的室外聚集活动。
伊拉克、約旦、黎巴嫩、敘利亞、科威特和以色列因襲擊而關閉領空，伊朗領空亦不對目視飛行規則航班開放，埃及則將防空部隊置於高度戒備狀態。

### 以色列防禦襲擊

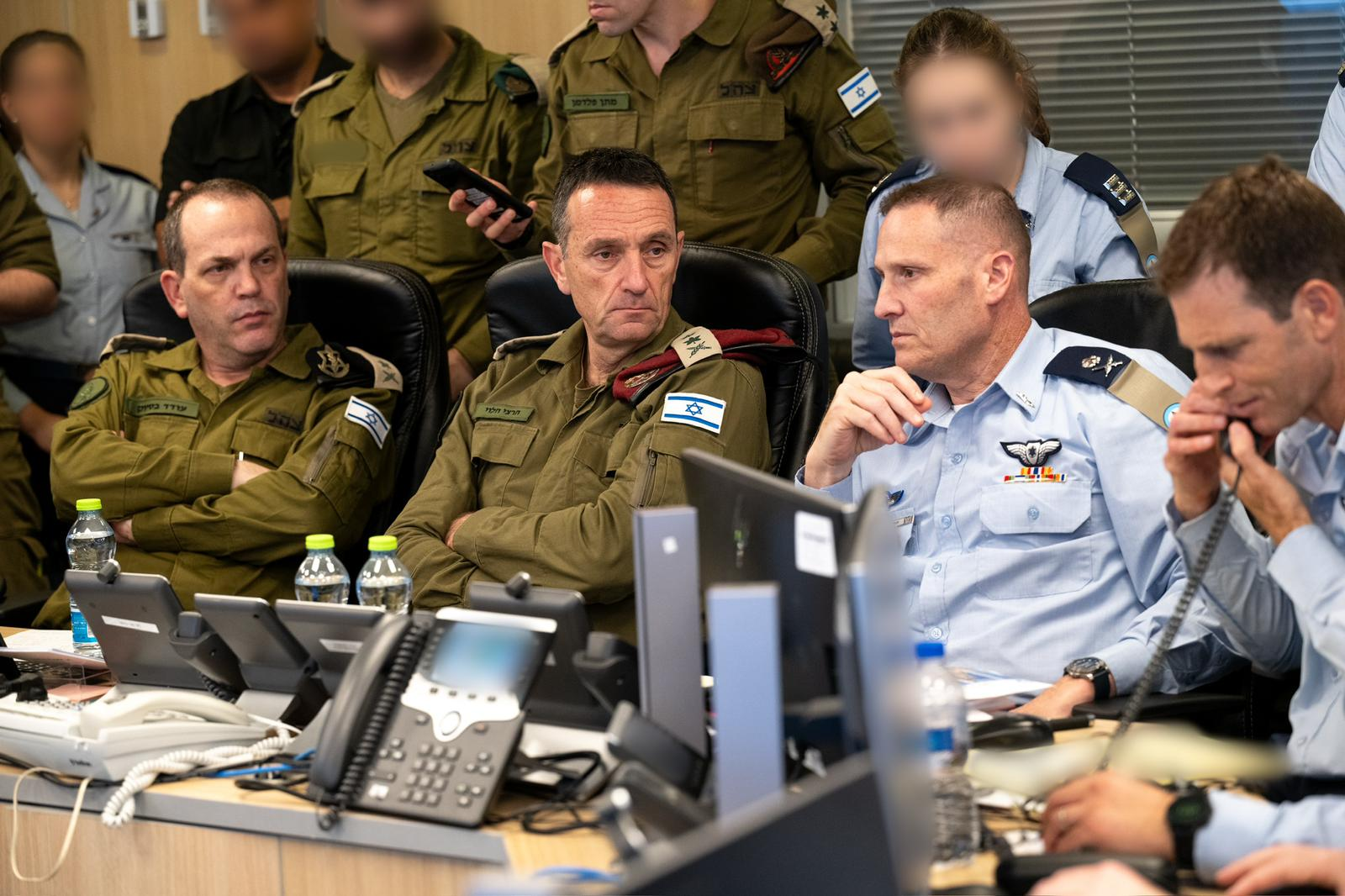
以色列国防军总参谋长赫兹·哈勒维中将在哈基里亚的以色列空军行动中心召開會議，与空军司令托默·巴尔、行动局司令奥代德·巴修克和情报局司令阿哈龙·哈利瓦评估态势

当地时间凌晨2:00左右，耶路撒冷传来爆炸声，以色列各地、约旦河西岸北部和约旦边境的死海地区均响起空袭警报，尚未清楚爆炸是由铁穹拦截导弹还是导弹击中目标而产生。有部分飛彈飛過阿克薩清真寺上空，但被以軍攔截。特拉維夫及位於內蓋夫核子研究中心附近的迪莫納也成为袭击目标。
塔斯尼姆通讯社公布影片，聲稱目标被击中。
以色列國防軍干擾電子導引系統，以擾亂伊朗飛彈導航。
以色列軍方指，伊朗發射了約170架無人機、30枚巡航飛彈和120枚彈道飛彈，其中99%被成功攔截。以色列軍方發言人丹尼尔·哈加里又稱，伊朗從伊朗、伊拉克、黎巴嫩和葉門等多國向以色列發射350枚火箭。以色列戰機亦空襲黎巴嫩南部真主黨拉德萬部隊的軍事目標。路透社報道，以色列及美國軍機擊落大部分飛過敘利亞上空的無人機。

### 盟國協防以色列
美國、英國、約旦和法国動用部隊攔截伊朗無人機及導彈，法國亦部署海軍提供雷達。
美國透過位於卡塔爾境内的烏代德空軍基地的聯合空中作戰中心，協調其與盟友的防禦工作。美國中央司令部報告表示，美軍摧毀了至少80多架無人機和6枚彈道飛彈。部署地中海的美軍卡尼號驅逐艦及阿利·伯克號驅逐艦亦參與行動。該兩艘戰艦所備有的RIM-161標準三型飛彈亦首次投入戰場。部署伊拉克埃爾比勒的一個美軍愛國者導彈連亦擊落至少一枚彈道飛彈。
英國首相里希·蘇納克證實，英國皇家空軍使用曾參與襲擊伊斯蘭國的軍事行動的颱風戰鬥機擊落數量不詳的伊朗無人機。法國總統馬克宏隨後表示，法國已应約旦请求加入攔截伊朗無人機攻擊行列。
據《國土報》報道稱，約旦空軍擊落二成從伊朗發射的無人機。約旦表示，其軍事行動屬自衛性質，旨在保護國家領空、領土和公民，但有人批評約旦擊落無人機等同保護以色列。約旦首都安曼有居民目睹城市上空出現閃光。一架大型无人机被拦截后坠落在该市的马季哈马姆郊区。
據《華盛頓郵報》引述沙烏地阿拉伯、美國和埃及官員報道，沙烏地阿拉伯及阿聯酋向以色列及美國提供關於伊朗攻擊的情報及雷達追蹤資訊，協助其防空工作。

## 傷亡損失

### 人員傷亡
以色列官方声称：此次襲擊並無造成人員死亡。一名7岁的贝都因女孩在阿拉德地区被拦截擊落的弹片击中，头部受重伤。另有至少31人因前往保护区时受伤，或因焦虑接受治疗。

### 軍事損失
以色列表示，5枚伊朗彈道飛彈襲擊內瓦蒂姆空軍基地，造成一架C-130運輸機、一條未使用的跑道和空的儲存設施受損。 此外，以色列表示，另外四枚彈道飛彈襲擊了拉蒙空軍基地。伊朗則聲稱，內瓦蒂姆空軍基地、拉蒙空軍基地和以軍位於戈蘭高地一個情報基地都遭到嚴重破壞。

### 經濟損失
以色列國防軍參謀長前財務顧問雷姆·阿米諾奇準將表示，以色列使用共約10億美元（40至50億以色列新謝克爾）以抵禦攻擊。他表示，伊朗發動此次襲擊的成本遠遠低於以色列，可能低至十分之一。路透社對以色列及其盟友防禦襲擊成本的估計與雷姆·阿米諾奇相同，而對伊朗發動襲擊成本的估計則是約8,000萬至1億美元。

## 後續
伊拉克、約旦和以色列於攻擊結束後不久隨即重開領空。維茲航空和皇家約旦航空有至少兩架航班改飛塞浦路斯，合共載有越700名乘客。塞浦路斯空軍司令部以及該國主要機場因伊朗攻擊以色列而進入高度戒備狀態。
攻击发生后，埃爾比特系統等多個以色列國防工業公司股價上漲。伊朗經濟亦受到不利影響，里亞爾兌美元匯率跌至新低。
以色列誓言會反擊。據有線電視新聞網引述以方消息人士指，以色列針對拉法的地面攻勢因要考慮如何反擊伊朗而推遲。以色列戰時內閣於4月15日召開會議，商討對伊朗攻擊所作出的回應。 

### 以色列報復
4月19日，以色列导弹击中了伊朗境内一处目标。伊朗伊斯法罕地区、叙利亚苏韦达省、伊拉克巴格达地区和巴比伦省均出現爆炸声。

## 分析
英國媒體《經濟學人》分析指，「伊朗此次襲擊為軍事上失敗」，並補充指伊朗「可能誤算」。《耶路撒冷郵報》則指，伊朗襲擊顯示2023年10月7日哈馬斯入侵以色列並無破壞以色列與遜尼派的地區聯盟。美國有線電視新聞網（CNN）報道，伊朗襲擊「被計劃成最大限度地減少傷亡，同時最大限度地增加其威嚴」，並指出伊朗的無人機和導彈飛越擁有美軍基地的約旦和伊拉克後才進入以色列領空。《The Intercept》引述美軍消息人士稱，伊朗無人機及飛彈中有一半在發射失敗或飛行過程中墜毀。
美國前國防部副部長多夫·扎克海姆表示，「伊朗為一個生存性威脅，而巴勒斯坦問題則不然」，從而凸顯了美國對伊朗的威懾。然而，美國前總統國家安全事務助理約翰·博爾頓稱伊朗此次襲擊為「以色列和美國威懾的巨大失敗」，並形容拜登反對以色列反擊描述為一大羞辱。半島電視台分析指，伊朗不再僅僅依賴其代理人組織，而首次從自身領土對以色列發動有史以來最大規模的飛彈襲擊及無人機襲擊，增強其威懾力量和軟實力。《衛報》引述以色列反對派領袖亞伊爾·拉皮德及該國政治評論家本·卡斯皮特稱，伊朗攻擊粉碎以色列的威懾政策。
《華爾街日報》將以色列成功防禦伊朗襲擊歸功於其「先進防空系統以及美國和其他西方和阿拉伯夥伴提供的重要援助」，而《泰晤士報》外交編輯羅傑·博伊斯則表示，此次襲擊「顯示以色列於國防上自給自足能力有限，並依賴美國獲得襲擊時間及發射陣地位置等情報、和美英法等多國國幫助擊落來襲飛彈及無人機」。《以色列時報》報道指，以色列僅憑自身主動採取直接和全面戰略行動的能力從此受到限制，整個中東地區的威懾考量亦發生變化。較傾左的《國土報》則認為美國援助為「美以關係史上美國對以色列最重要的支持」。
美國智庫戰爭研究所分析表示，伊朗意圖在此次襲擊中對以色列造成重大損害，但損害規模不至於會引發以色列做出巨大反應。 該智庫亦指，伊朗攻擊計劃順序大致遵循俄羅斯入侵烏克蘭期間俄羅斯空襲烏克蘭的方法，但伊朗規模大許多並更爲集中。戰爭研究所預測，從此次襲擊中，伊朗可識別以色列防空系統的相對優劣勢，並在未來制定更成功的方案及可能與俄羅斯分享經驗。
路透社估計，以色列及其盟友防禦襲擊成本約10億美元，而伊朗發動襲擊成本約為8,000萬至1億美元。目前，以色列用於攔截空中威脅的鐵穹系統、大卫投石索系統、飛箭二型及飛箭三型飛彈一次使用成本於數萬至數百萬美元之間，但未來使用雷射科技的防空系統可大大降低每次攔截成本。

## 反應

### 伊朗

#### 伊朗政府
襲擊開始數小時過後，伊朗駐聯合國代表團表示襲擊「可被視為已經結束」，指若以色列「再度犯錯」，伊朗將「強而有力、堅決地」予以回應，並敦促美國遠離伊以衝突。伊朗總統易卜拉欣·萊希則表示，伊朗正如最高領袖阿里·哈梅內伊所承諾般，透過此次襲擊給予以色列「教訓」。伊朗外交部長侯賽因·阿米爾-阿卜杜拉希揚表示，伊朗反對局勢升級，而此次襲擊的目的僅爲行使正當自衛權利。伊朗外交部還召见了英国、法国和德国驻伊朗大使，譴責這些國家在以色列空袭伊朗驻叙利亚外交机构以及伊朗行使自卫权的问题上采取双重标准。伊斯蘭革命衛隊總司令侯賽因·薩拉米稱這次襲擊取得巨大成功，表示從今以後，若以色列發動任何攻擊，伊朗將直接攻擊以色列。 伊斯蘭革命衛隊情報部門則表示，將追捕在網上表達反伊朗政權或支持以色列言論的伊朗人。在2024年的伊朗建军节阅兵式上，伊朗特地庆祝成功袭击以色列。

#### 伊朗民間

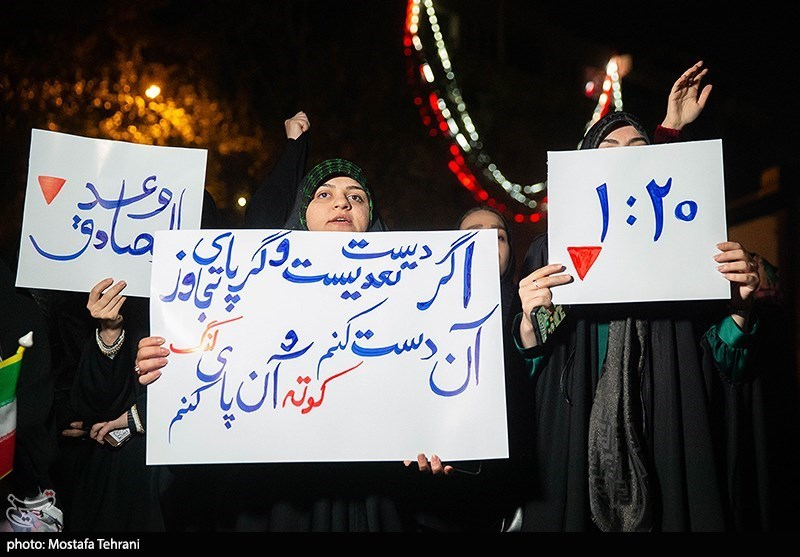
伊朗首都德黑蘭有人慶祝伊朗對以色列發動軍事行動

伊朗各地有人舉辦游行，聲援伊朗軍事行動。伊朗國内強硬什葉派組織伊斯蘭革命穩定陣線在首都德黑蘭市内懸挂希伯來語橫幅，敦促以色列人儲備物資，準備再度遭攻擊。
社交媒體流傳圖片，顯示德黑蘭等城市出現反政府塗鴉，内容大致爲伊朗人支持以色列對伊朗政府進行報復。《經濟學人》報道，伊朗此次軍事行動加深其與反政府公民之間的矛盾，並指部分伊朗民眾擔心此次攻擊會導致大規模戰爭。

### 親伊朗組織
哈馬斯表示，伊朗「自然有權利」襲擊以色列，並表示此次攻擊是以色列轟炸大使館及暗殺伊斯蘭革命衛隊指揮官所「應得的報應」。
胡塞武裝表示，此起攻擊為對伊朗駐大馬士革領事館攻擊的合法回應。

### 以色列
以色列國防部長约阿夫·加兰特表示，以色列國防軍與美國和其他國家一同成功擊退襲擊，並強調現今有機會建立戰略性同盟，以應對伊朗核問題等嚴重威脅。以色列第一時間就誓言要對伊朗的報復行動做出「重大回應」。但《紐約時報》報道，於以色列總理尼坦雅胡與美國總統拜登通話過後，以色列方面暫時取消了針對伊朗的報復攻擊。美国广播公司表示，以色列至少准备了两个晚上，準備对伊朗发动袭击，但襲擊計劃随后又被臨時取消。不過之後的4月15日，會面記者時，以色列國防軍總參謀長赫茲·哈勒維又揚言會回應伊朗此次行動。以色列戰時內閣經討論後也決定對伊朗發動反擊，但執行時間未敲定。另外受伊朗此次襲擊的影響，以色列對拉法市的地面進攻推遲。
4月16日，以色列呼籲國際社會對伊朗導彈研發計劃實施制裁。
4月17日，以色列總理内塔尼亚胡表示，以色列將「自行決定」如何報復伊朗。

### 國際社會
英美等多國譴責伊朗的軍事行動。黎巴嫩、加沙地區及加拿大多伦多則有人舉辦游行，聲援伊朗軍事行動。

#### 英國
英國首相里希·蘇納克是最早對這次襲擊做出反應的領導人之一，他表示「英國將繼續支持以色列以及包括約旦和伊拉克在內的所有區域夥伴的安全」。 英國譴責伊朗對以色列的攻擊是「魯莽的」。蘇納克強調「英國將繼續支持以色列的安全」。同時英國對伊朗无人机和弹道导弹行业相关的数个军事组织、个人和实体實施制裁。

#### 美国

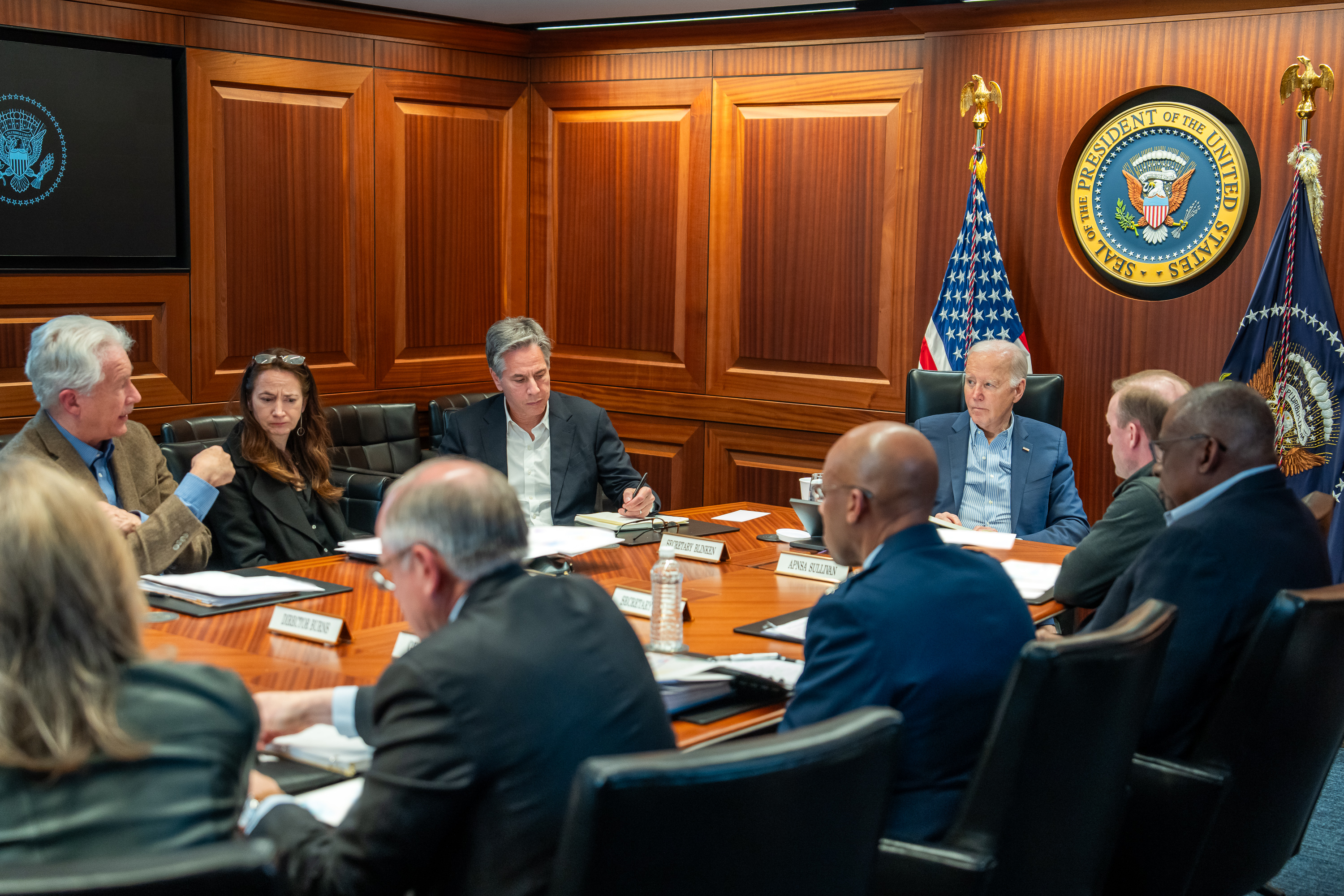
美国总统拜登和美国国家安全委员会成員在白宫战情室评估此次袭击事件

美國總統拜登縮短原定對特拉華州的訪問，並返回白宮會見國家安全官員。他承諾，美國將堅定支持以色列防禦伊朗。拜登在通话中告诉内塔尼亚胡，以色列、美国和该地区其他国家的联合防御使伊朗袭击遭到失败，並説「你已經贏了，接受勝利就好」（You got a win. Take the win.）。他还表示，美国不会支持以色列对伊朗本土的袭击，内塔尼亚胡表示理解。拜登表示，其致力於聯通七國集團對伊朗基於外交上的回應。美国国防部长劳埃德·奥斯汀也与以色列国防部长约阿夫·加兰特进行通话，要求以色列在对伊朗作出任何反应之前通知美国。眾議院議長邁克·約翰遜表示，以色列遭伊朗「歹毒攻擊」。美國駐以色列大使館發布安全警報，敦促其工作人員尋求庇護，直至另行通知。同時美國對伊朗和無人機有關的實體和個人實施制裁。
4月18日，據報道，美國將允許以色列展開對拉法的攻勢，以換取以色列不反擊伊朗。

#### 約旦
4月14日，約旦總理比舍爾·哈蘇奈在內閣會議上表示，任何地區局勢升級都將將地區引入「危險道路」，指各方都需要緩和局勢。同日，外交部長艾曼·薩法迪表示，約旦將採取「一切必要措施」保護其主權和安全，應對其公民面臨的威脅，並指約旦已召見伊朗大使，抗議伊朗媒體發表的「攻擊性言論」。他指出，伊朗媒體對約旦威脅，若加入攔截行動將成為伊朗下一個目標，稱其為干涉約旦內政。薩法迪亦説明，約旦會以同樣方式回應，來自以色列、伊朗或任何其他國家的威脅，並指出以哈戰爭以及約旦河西岸不穩局勢將引致進一步衝突，呼籲實施兩國方案。約旦國王阿卜杜拉二世與美國總統拜登通話，表示約旦不會允許其國土成為戰爭核心。4月16日，約旦外相指伊朗对以色列的袭击是为回应伊朗驻叙利亚外交机构遭到的袭击，而以色列方面揚言要回應是为了转移外界对巴勒斯坦加沙地带的关注，国际社会应阻止以方这样做。

#### 其他國家
- 阿根廷總統哈維爾·米萊總統表示「堅決支持以色列國捍衛其主權」，承諾阿根廷「將永遠站在以色列一邊」，並指責伊朗「尋求摧毀西方文明」。[215]
- 巴西外交部最初表示，“巴西呼吁所有有关各方保持最大限度的克制，并呼吁国际社会动员起来，防止局势升级”。在公众批评其不谴责伊朗后，巴西外交部长毛罗·维埃拉在新闻发布会上解释称，最初的声明是在“对所采取措施的程度或范围没有明确了解的情况下”发出的，并表示“巴西始终谴责任何暴力行为，并呼吁各方相互理解”[216]。
- 加拿大總理賈斯汀·杜魯多表示，伊朗此舉將「進一步破壞中東地區穩定，使持久和平變得更加困難」，表示這次襲擊是「加薩衝突的最新蔓延」[217]。
- 中华人民共和国外交部呼籲有關方面保持冷靜克制，並形容形势的升级為「加沙冲突外溢的最新表现」。[218][219]
- 賽普勒斯總統尼科斯·赫里斯托祖利季斯呼籲於4月14日召開國家安全委員會緊急會議，討論中東地區事態發展。[220][221]該國外交部亦譴責伊朗。[222][223]
- 埃及: 外交部发布新闻稿表示，埃及对伊朗宣布对以色列发动进攻以及两国间紧张局势加剧的危险迹象表示担忧。声明强调，需要“最大限度的自我控制”，以防止该地区进一步不稳定和紧张[224]。
- 法國谴责伊朗对以色列的袭击。法国外交部长表示，法国重申其对以色列安全的承诺并保证与以色列团结一致。[225]
- 德国總理奧拉夫·肖爾茨譴責伊朗的軍事行動，指其「毫無道理且極不負責任」，並保證德國支持以色列。[226]
- 印度尼西亞外交部警告國民勿前往伊朗及以色列，並敦促伊以雙方緩和緊張局勢，防止全面戰爭。[227][228]4月15日，印尼能源礦產資源部（英语：Ministry of Energy and Mineral Resources）暫停從伊朗進口石油和天然氣，直至另行通知。[229]
- 義大利外交部長安東尼奧·塔亞尼表示意大利正「認真關切地」監測局勢。[225]
- 日本首相岸田文雄強烈譴責伊朗襲擊，表示深切關注事件。[230]外相上川陽子則表示，此次襲擊進一步加劇中東局勢。[231]
- 俄羅斯政府表示，對伊朗襲擊以色列感到非常擔憂。[232]該國外交部聲明指，伊朗的報復性行動符合《聯合國憲章》第五十一條規定，並呼籲各方保持克制，警告稱緊張局勢將因「中東地區許多未解決的危機」加劇。[232][233]
- 沙烏地阿拉伯呼籲各國保持克制，並表示聯合國安理會須履行維護中東地區和平及安全的責任。[131]
- 新加坡外交部譴責襲擊，指其「加劇緊張局勢」並「進一步破壞了本已緊張的地區的穩定」。[234][235]
- 政府嚴厲譴責伊朗的行動[236]。
- 土耳其外交部長哈坎·菲丹致電伊朗外交部長時表示，土耳其不希望局勢於此次襲擊後進一步升級。[237]。總統埃爾多安表示，以色列领导层应对中东地区的动荡局势骤然升级负全部责任，而西方国家只谴责伊朗袭击以色列，凸显了西方的“双重标准”[238]。
- 乌克兰總統弗拉基米爾·澤連斯基在社交媒體上譴責襲擊事件，稱「伊朗的行動威脅整個地區和世界，如同俄羅斯入侵烏克蘭會引致更大的衝突一樣」。[239]烏克蘭外交部亦譴責伊朗襲擊，指其行動為「不可接受和不負責任的」，並呼籲努力防止「更大規模的地區衝突」。[240]
- 乌拉圭外交部譴責伊朗，並對「衝突惡化及其對人道狀況和平民可能造成的後果」表示遺憾，並證實該國於中東地區的大使館正關注事態發展。[241][242]

#### 國際組織
- 欧洲联盟委员会副主席何塞普·博雷爾強烈譴責伊朗襲擊，稱其為「前所未有的升級，對區域安全構成嚴重威脅」。[243]
- 联合国秘書長古特瑞斯對伊朗的襲擊表示強烈譴責。[244]联合国安理会為此事件特地召开紧急会议。以色列和伊朗的代表在安理会会议上相互指责对方是中东和平的主要威胁，并各自呼吁各方对对方实施制裁。[245]